# 青木重臣
青木 重臣（あおき しげとみ、1900年〈明治33年〉8月6日 - 1982年〈昭和57年〉4月21日）は、日本の内務・警察官僚、公選初代愛媛県知事（1期）。

## 経歴
長野県更級郡牧郷村（現：長野市）に青木善蔵の三男として生まれる。第二高等学校を卒業。1926年12月、高等試験行政科試験に合格。1927年、京都帝国大学法学部を卒業。内務省に入省し、石川県警部となる。
以後、麻布警察署長、六本木警察署長、深川警察署長、西平野警察署長、関東局警務課長、同特別高等警察課長、同警察官教習所長、満州国治安部特務科長、福井県書記官・警察部長、内務事務官、厚生省監理課長、情報局第一部第二課長、首相秘書官、内務省監査官、千葉県書記官・警察部長などを経て、福島県内政部長に就任。広島県部長・警察部長であった1945年6月に地方総監府制度が発足したため、同月10日、中国地方総監府勅任参事官兼第一部長に就任。8月6日の原爆投下では重傷を負うが、奇跡的に助かっている。
1946年10月、愛媛県知事に任官。翌1947年3月に退官し、4月の第1回愛媛県知事選挙に出馬して当選。次の1951年の知事選にも出馬したが、参議院議員から転身した久松定武に敗れて落選した。

## 親族
- 妻 青木政子（貴族院多額納税者議員・田中徳兵衛四女）[7]
- 長兄 青木一男（大蔵官僚、政治家）[7]

## その他
1945年7月24日から市内で第3期本因坊戦第1局が行われると知り、空襲の危険があるため中止を要請し、記録係にはもし対局が始まったら警察に電話するように命じた。しかし青木は当日に出張で不在となったことから対局が行われた。これを受けて8月6日からの第2局は郊外に場所を変更させた。予定されていた対局場所は爆心地の至近距離であり、結果として対局した橋本宇太郎と岩本薫は生存した。